# Consoană obstructivă
O consoană obstructivă, sau obstructivă, este un sunet format prin împiedicarea fluxului de aer în gură, provocând o creștere a presiunii aerului înainte de obstrucție, ca în sunetele lui [p] și [f]. Consoanele pot fi împărțite în obstruente și sonore în funcție de modul lor de articulare. Obstructivele sunt consoane în care există o închidere a tractului bucal, oprind fluxul de aer sau interferând cu acesta. Ele pot fi împărțite în:
- Consoană oclusivă, care sunt produse printr-un blocaj sau ocluzie completă a fluxului de aer;
- Consoană africată, care se produc printr-o ocluzie de moment ce se eliberează rapid, generând un flux turbulent ulterior cu ficțiune;
- Consoană fricativă, care se produc fără ocluzie, dar cu o îngustare care produce un flux foarte turbulent cu frecare audibilă.

Toate limbile au obstacole fără voce și, deși unele limbi nu au obstacole vocale, sunt, de asemenea, foarte frecvente. Sunetele sonore ale limbilor lumii sunt practic întotdeauna exprimate, sunetele fără voce fiind tipologic rare. Obstruentele portugheze care formează fonemele vin în perechi (cu voce surdă) și sunt stopurile /p/ /b/ /t/ /d/ /k/ /ɡ/, fricativele /f/ /v/ /s/ / z/ /ʃ/ /ʒ/. Africata /tʃ/ apare doar în împrumuturi în anumite dialecte, în altele, mai ales braziliană, apare formând perechea /tʃ/ /dʒ/, constituind o alofonie.